# Falseuncaria
Falseuncaria es un género de polillas de la familia Tortricidae.

## Especies
- Falseuncaria aberdarensis Aarvik, 2010
- Falseuncaria brunnescens Bai Guo & Guo, 1996
- Falseuncaria degreyana (McLachlan, 1869)
- Falseuncaria kaszabi Razowski, 1966
- Falseuncaria lechriotoma Razowski, 1970
- Falseuncaria rjaboviana Kuznetzov, 1979
- Falseuncaria ruficiliana (Haworth, [1811])